# Free Fight Federation
Free Fight Federation, FFF – polska federacja mieszanych sztuk walki (MMA), organizująca gale składające się wyłącznie z typu freak show fight.

## Historia
FFF 1: Najman vs. Trybson
Pierwsza gala FFF, która odbyła się 8 czerwca 2019, transmitowana na antenie głównej Polsatu oraz Polsat Sport Fight w szczytowym momencie zgromadziła przed telewizorami ponad 2,2 miliona widzów. W walce wieczoru Paweł „Trybson” Trybała (5-3, 5 KO) pokonał przed czasem Marcina „El Testosterona" Najmana (1-4, 1 SUB) po upływie zaledwie 40 sekund.
FFF 2: Świerczewski vs. Greg Collins
Gala Free Fight Federation 2, mająca miejsce 21 grudnia 2019 w Zielonej Górze, zgromadziła słabszą oglądalność. W walce wieczoru były piłkarz Piotr Świerczewski pokonał Grzegorza „Grega Collinsa" Chmielewskiego przez jednogłośną decyzję sędziów. W co-main evencie ujrzeliśmy starcie pomiędzy Tomaszem Słodkiewiczem i Dariuszem „DJ Decksem" Działkiem, które wygrał ten drugi.

## Lista gal i rozpiska
| Nr | Gala                                 | Data            | Miejsce                | Frekwencja widowni (przybliżona) | Transmisja                 |
| -- | ------------------------------------ | --------------- | ---------------------- | -------------------------------- | -------------------------- |
| 1  | FFF 1: Najman vs. Trybson            | 8 czerwca 2019  | Zielona Góra, Hala CRS | ?                                | Polsat, Polsat Sport Fight |
| 2  | FFF 2: Świerczewski vs. Greg Collins | 21 grudnia 2019 | Zielona Góra, Hala CRS | ?                                | Polsat, Polsat Sport Fight |

## Wyniki gal FFF

### FFF 1: Najman vs. Trybson
- Walka w kategorii ciężkiej:  Marcin „El Testosteron" Najman –  Paweł „Trybson" Trybała

Zwycięstwo Trybsona przez TKO (ciosy pięściami w parterze) w 1 rundzie
- Walka w kategorii ciężkiej:  Krystian Pudzianowski –  Radosław Słodkiewicz

Zwycięstwo Pudzianowskiego przez TKO (ciosy pięściami w parterze) w 2 rundzie
- Walka w kategorii średniej:  Rafał „Tito" Kryla –  Grzegorz „Greg Collins" Chmielewski

Zwycięstwo Kryli przez jednogłośną decyzję sędziów
- Walka w kategorii open:  Mateusz „Graduado Camarao" Stawski –  Tomasz „Fit Dzik" Łomnicki

Zwycięstwo Stawskiego przez TKO (ciosy pięściami w parterze) w 1 rundzie
- Walka w kategorii lekkiej:  Kamil Korzeniowski –  Filip Bątkowski

Zwycięstwo Bątkowskiego przez jednogłośną decyzję sędziów
- Walka w kategorii półśredniej:  Patryk Kimuła –  Jakub Kiesiak

Zwycięstwo Kiesiaka przez jednogłośną decyzję sędziów
- Walka w kategorii open:  Jakub Ciążyński –  Paweł Jasionowicz

Zwycięstwo Jasionowicza przez TKO (ciosy pięściami w parterze) w 2 rundzie

### FFF 2: Świerczewski vs. Greg Collins
- Walka w kategorii open:  Grzegorz „Greg Collins" Chmielewski –  Piotr „Świr" Świerczewski

Zwycięstwo Świerczewskiego przez jednogłośną decyzję sędziów
- Walka w kategorii ciężkiej:  Tomasz Słodkiewicz –  Dariusz „DJ Decks" Działek

Zwycięstwo Działka przez KO (cios prawy sierpowy) w 1 rundzie
- Walka w kategorii półciężkiej:  Paweł „Trybson" Trybała –  Damian Kostrzewa

Zwycięstwo Trybsona przez TKO (ciosy pięściami i kolanami pod siatką) w 2 rundzie
- Walka kobiet w kategorii open:  Karolina „Way of Blonde" Brzuszczyńska –  Patrycja „Lady Squat" Zahorska

Zwycięstwo Brzuszczyńskiej przez jednogłośną decyzję sędziów
- Walka w kategorii średniej:  Rafał „Tito" Kryla –  Damian „Rest" Osytek

Zwycięstwo Kryli przez KO (wysokie kopnięcie na głowę) w 2 rundzie
- Walka w kategorii półśredniej:  Hubert Sulewski –  Filip Bątkowski

Zwycięstwo Sulewskiego przez jednogłośną decyzję sędziów
- Walka kobiet w kategorii muszej:  Klaudia Pawicka –  Justyna „Lara Croft" Haba

Zwycięstwo Haby przez TKO (ciosy pięściami i kolanami pod siatką) w 3 rundzie